# A Series of Tallulah Falls
A Series of Tallulah Falls è un cortometraggio muto del 1913. Non si conosce il nome del regista del film, un documentario prodotto dalla Edison, che venne girato in Georgia, alle Tallulah Falls. Lì, la Georgia Railway and Power costruì la Tallulah Dam, la diga che creò, nel 1913, un bacino idroelettrico cui venne dato il nome di Tallulah Falls Lake.

## Produzione
Il film fu prodotto dalla Edison Company.

## Distribuzione
Distribuito dalla General Film Company, il film - un cortometraggio di 65 metri - uscì nelle sale cinematografiche degli Stati Uniti il 3 settembre 1913. Nelle proiezioni, veniva programmato con il sistema dello split reel, accorpato in un'unica bobina con un altro cortometraggio prodotto dalla Edison, la commedia The Girl, the Clown and the Donkey.